# Atlantis The Palm
Het Atlantis The Palm is een hotel, waterpark en aquarium in Dubai, de Verenigde Arabische Emiraten. Het is gelegen op het kunstmatige Palm Jumeirah-eiland, dat is aangelegd in de vorm van een palmboom. Het is het zusterhotel van Atlantis Paradise Island op de Bahama's. Het was het eerste resort dat op het eiland werd gebouwd en heeft als thema de mythe van Atlantis, maar bevat verschillende Arabische elementen. Het resort in het eindstation van de Palm Jumeirah Monorail.

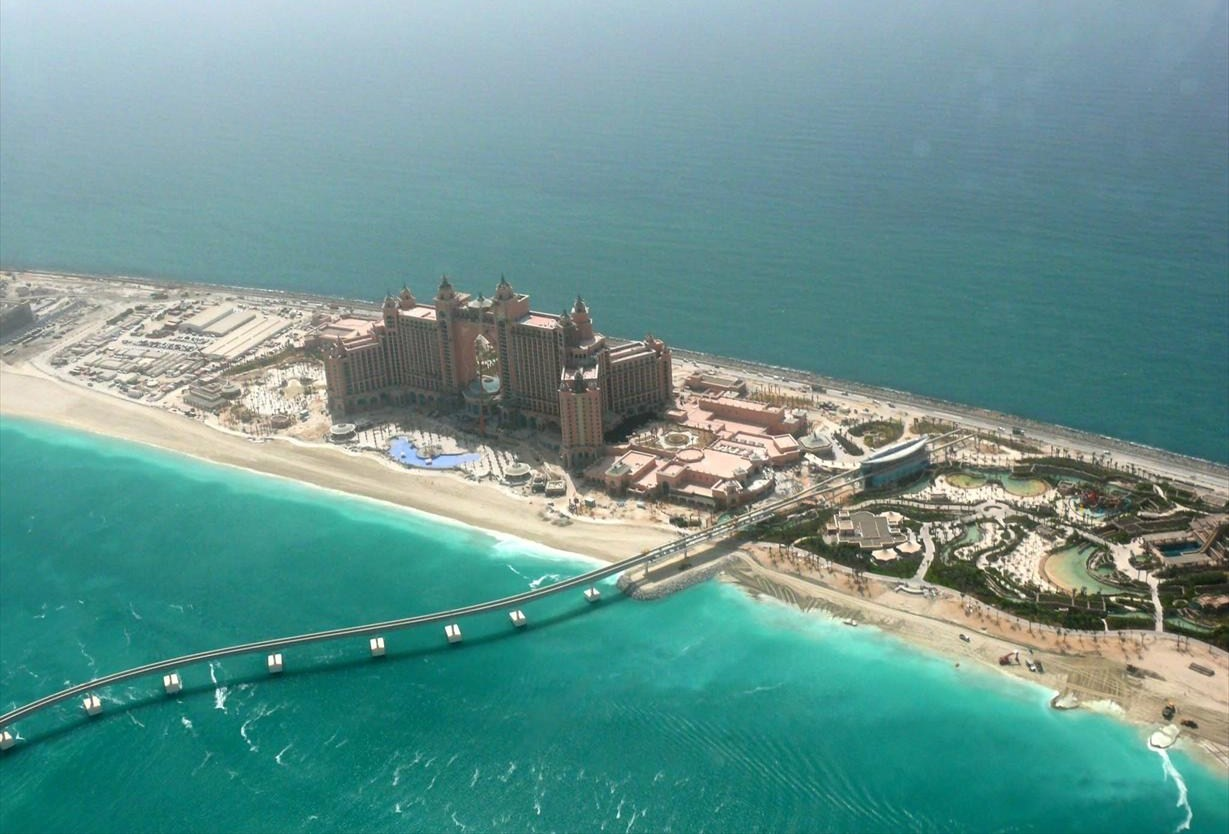
Luchtfoto van het Atlantis The Palm project: van links naar rechts het hotel, het aquarium, het monorail-station en rechts daarnaast het Aquaventure waterpark

## Hotel
Het hotel telt 1.539 kamers verdeeld over twee accommodatievleugels, bestaande uit de oost- en de westtoren, met elkaar verbonden door de Royal Bridge Suite (de overspanning tussen de twee torens) op de 22e verdieping. Deze suite heeft een gemiddeld tarief van US$23.000 per nacht. Zo'n 150 kamers maken deel uit van de Imperial Club, met nog meer luxueuze bediening dan de rest van het hotel. Er zijn ook twee onderwatersuites waar zowel vanuit de slaapkamer als vanuit de badkamer ramen uitzicht geven op de onderwaterwereld van de lagune.
Het resort werd op 24 september 2008 officieel geopend. Als onderdeel van de opening werd een lichtshow van bewegende beelden op het hotel geprojecteerd. Ook was er een grote vuurwerkshow van 15 minuten. Vanaf 716 schietlocaties, waaronder 400 balkons van het hotel, 226 drijvende pontons en 40 locaties langs de 5,5 kilometer lange monorail op de stam van de palm, werd vuurwerk afgestoken. Hiermee vestigde het een record in de Guinness-categorie 'grootste vuurwerkshow'.

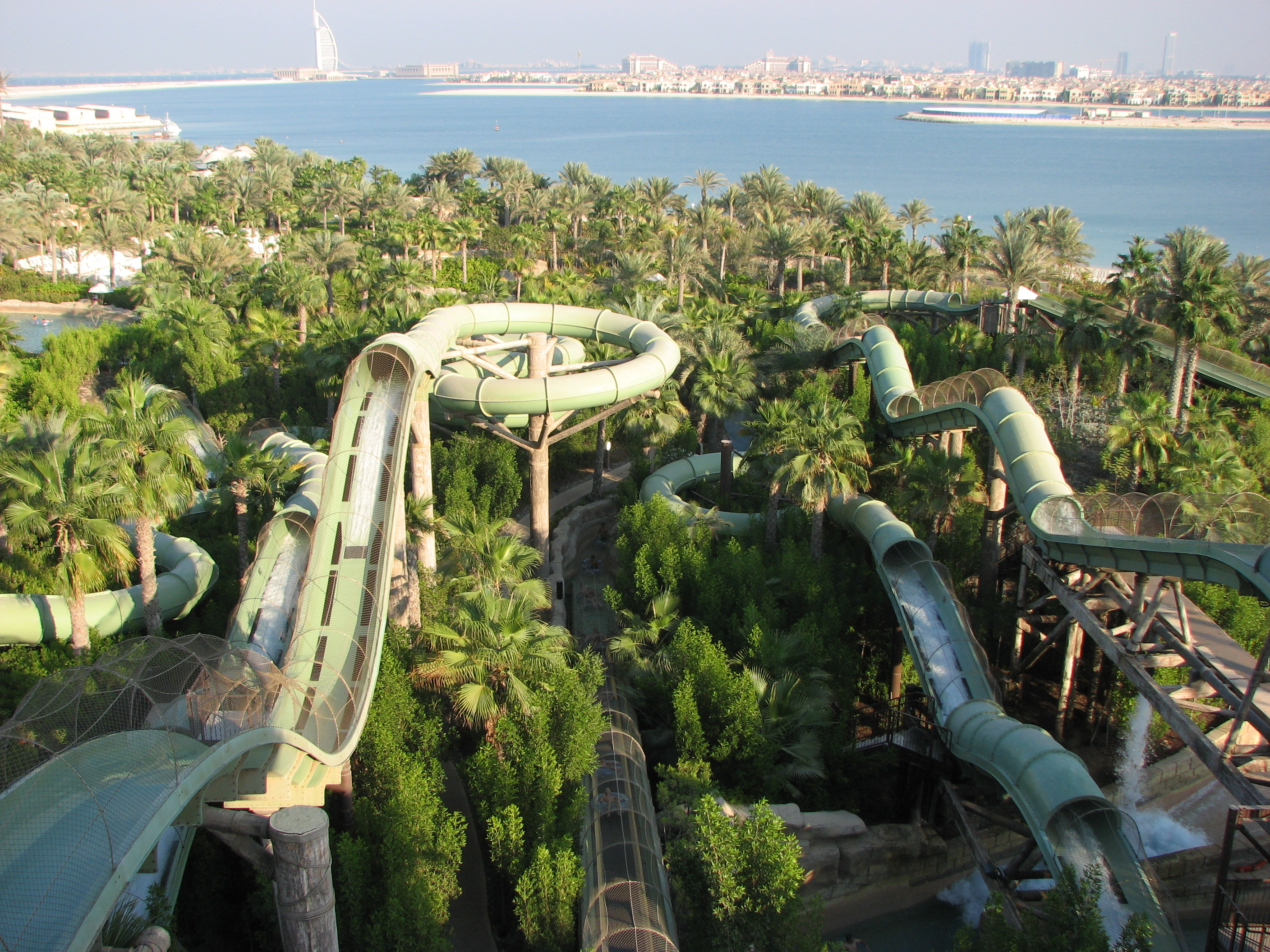
Glijbanen in Aquaventure

## Aquaventure
Aquaventure is een 42 hectare groot waterpark met zo'n 30 waterglijbanen en -attracties. Het is het grootste waterpark van het Midden-Oosten en heeft o.a. de grootste waterglijbaan ter wereld (Aquaconda in de Tower of Poseidon). Ook de langste tokkelbaan van het Midden-Oosten is in Aquaventure te vinden.
De Rapid River is een wildwaterbaan van 1,6 kilometer, compleet met golven, kunstmatige vloedgolven, stroomversnellingen en effecten zoals stoom, speciale verlichting en watervallen. Een andere bijzondere en bekende attractie is de toren in de vorm van een Maya tempel met een waterattractie waarbij je eerst 27,5m bijna recht naar beneden 'valt' en je daarna met een 61 meter lange glijbaan door een doorzichtige tunnel door het haaienaquarium voert.

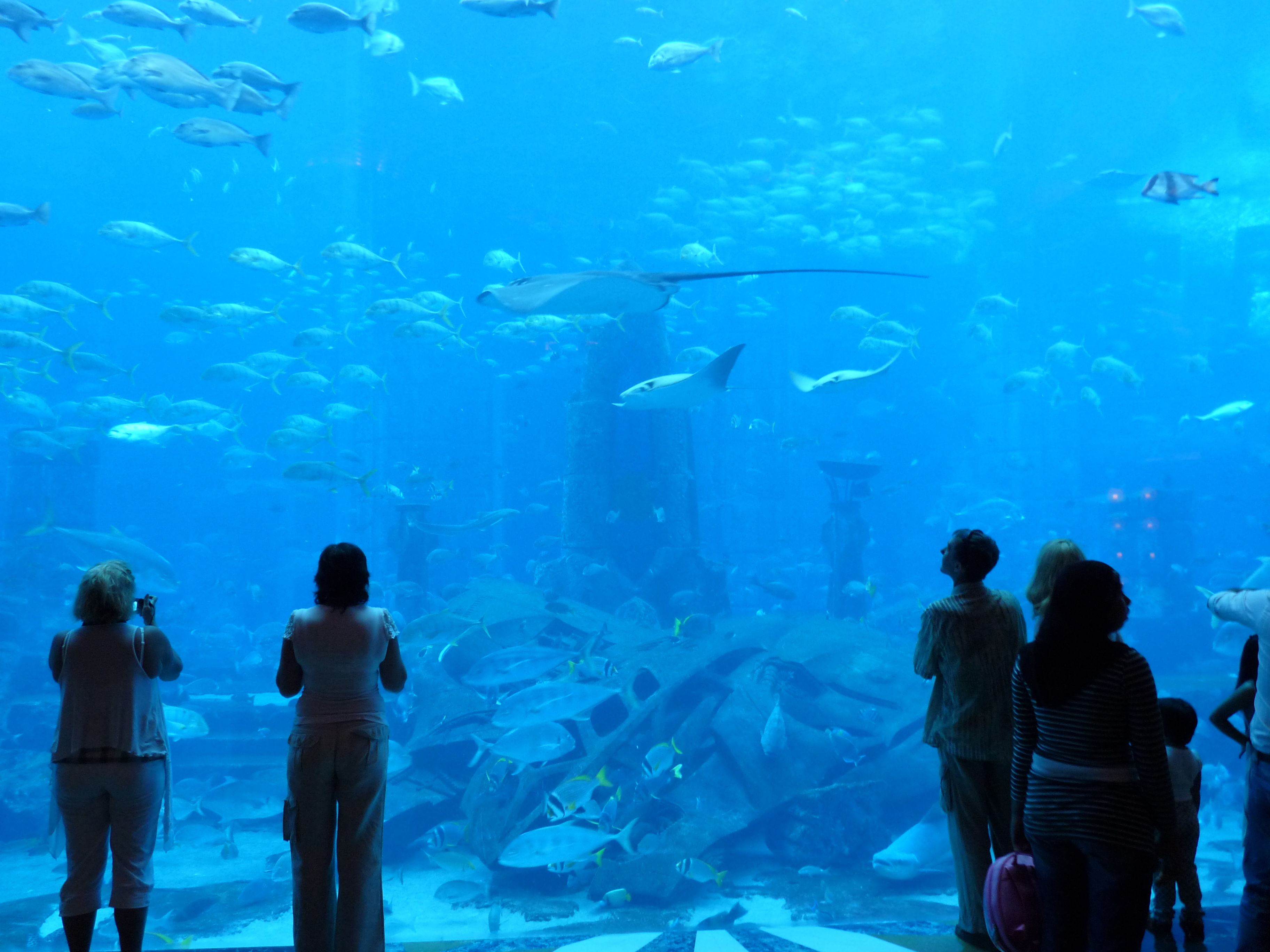
Het Lost Chambers aquarium

## Aquarium
Het Lost Chambers aquarium herbergt ongeveer 65.000 zeedieren in meer dan 21 aquaria: vissen, haaien, kreeften, kwallen, zeepaardjes en albino-alligators. Er zijn ook plekken waar voor interactie met de zeedieren wordt gezorgd, bijvoorbeeld door de mogelijkheid te bieden zeesterren en zee-egels aan te raken en vast te houden.
In oktober 2007 ontving het resort 28 tuimelaars van de Salomonseilanden, voor een onderdeel van hun aquariumtentoonstelling genaamd Dolphin Bay. Verschillende milieugroepen kwamen in opstand, met name vanwege het feit dat de export van dolfijnen eerder was verboden door de regering van de Salomonseilanden. Hotelmanagers hebben gezegd dat hoewel de dolfijnen worden opgeleid om met bezoekers om te gaan, ze niet zullen verschijnen in een show. Ze hebben ook verklaard dat de gezondheid van de dolfijnen voorop staat en omdat de tuimelaar geen bedreigde diersoort is, vormde hun verhuizing naar Dubai volgens hun geen probleem. De deal werd gesloten met goedkeuring van de regering van de Verenigde Arabische Emiraten en de Salomonseilanden.